# أمين العرم
أمين نجيب العرم (ولد في 24 كانون الأول 1963) هو عسكري لبناني، ورئيس الأركان العامة في الجيش اللبناني منذ 22 آذار 2019.

## النشأة
ولد أمين العرم في حي زقاق البلاط في مدينة بيروت، في 24 كانون الثاني 1963.
في 1983، تطوع في الجيش اللبناني كتلميذ ضابط، وتخرّج من الكلية الحربية بعدها بسنتين برتبة ملازم. قام بعدّة دورات خلال هذه الفترة، مثل دورة سوق ودورة مغوار ودورة تزلج. يحمل أيضًا إجازة في العلوم السياسية.

## السيرة العسكرية
بين 1985 و1991، فصل العرم إلى لواء المشاة الحادي عشر، وشارك في دورة تأسيسية في فرنسا وتمّت ترقيته إلى ملازم أول. عام 1992، دخل في دورة محقق عدلي في لبنان، ثم نقل لاحقًا إلى لواء المشاة السابع، وفوج التدخل الخامس فلواء المشاة الخامس.
إعتبارًا من 2001، بات ضمن الشرطة العسكرية في محافظة جبل لبنان، ووضع بتصرف الحرس الجمهوري خلال مؤتمر القمة الفرنكفونية التاسع. في 2002، نقل إلى امانة الاركان وقام بدورة قائد كتيبة. ترقّى لرتبة مقدّم في 2003، وبعد سنتين إنتقل إلى مديرية المخابرات.
في 2007، ترقّى لرتبة عقيد، وصار ضمن فرع المخابرات في جبل لبنان. شارك في روسيا بدورة عمل تحليلي في الاجهزة الاستخباراتية عام 2010، وتولّى قيادة فوج التدخل الثالث بعد ثلاث سنوات، وترقى لرتبة عميد.
في 2014، عاد إلى مديرية المخابرات. شارك في دورة الحرب العليا في السودان قبل أن يصبح مساعدًا لقائد الشرطة العسكرية في 2016. بعد سنة، عيّن مدير التعليم في أركان الجيش للعمليات. وفي 22 آذار 2019، أصبح الرئيس الرابع عشر للأركان العامة خلفًا للواء حاتم ملاك. في 4 نيسان 2019، ترقّى العرم إلى رتبة لواء ركن.

## الحياة الشخصية
أمين العرم متزوج من السيدة كارولين الهشي ولديه ثلاثة اولاد هم جاد، نجيب وندى. إلى جانب اللغة العربية، يتحدث الفرنسية والإنجليزية.

## التقدير
| المانح         | التكريم                                   | عدد المرات |
| -------------- | ----------------------------------------- | ---------- |
| وزير الدفاع    | وسام الحرب                                | مرة واحدة  |
| وزير الدفاع    | وسام الوحدة الوطنية                       | مرة واحدة  |
| وزير الدفاع    | وسام فجر الجنوب                           | مرة واحدة  |
| وزير الدفاع    | وسام الاستحقاق اللبناني من الدرجة الثالثة | مرة واحدة  |
| وزير الدفاع    | وسام التقدير العسكري من الدرجة الفضية     | مرة واحدة  |
| رئيس الجمهورية | وسام الارز الوطني من رتبة فارس            | مرة واحدة  |
| وزير الدفاع    | وسام الاستحقاق اللبناني من الدرجة الثانية | مرة واحدة  |
| رئيس الجمهورية | وسام الارز الوطني من رتبة ضابط            | مرة واحدة  |
| وزير الدفاع    | وسام مكافحة الارهاب                       | مرة واحدة  |
| وزير الدفاع    | وسام الفخر العسكري من الدرجة الفضية       | مرة واحدة  |
| وزير الدفاع    | وسام الاستحقاق اللبناني من الدرجة الأولى  | مرة واحدة  |
| وزير الدفاع    | الميدالية التذكارية للمؤتمرات للعام 2002  | مرة واحدة  |
| قائد الجيش     | تنويه العماد قائد الجيش                   | 11 مرة     |
| قائد الجيش     | تهنئة العماد قائد الجيش                   | 24 مرة     |
| قائد الجيش     | تهنئة قائد لواء                           | 3 مرات     |
| قائد الجيش     | تهنئة قائد فوج                            | مرة واحدة  |